# ТЕС Багхабарі (BPDB)
ТЕС Багхабарі (BPDB) – електростанція на заході Бангладеш, яка належить державній компанії Bangladesh Power Development Board (BPDB). 
У 1991 та 2001 роках на майданчику станції стали до ладу дві встановлені на роботу у відкритому циклі газові турбіни потужністю 71 МВт та 100 МВт відповідно.
В 21 столітті на тлі стрімко зростаючого попиту у Бангладеш почався розвиток генеруючих потужностей на основі двигунів внутрішнього згоряння, які могли бути швидко змонтовані. Зокрема, в Багахабарі у 2011-му запустили в роботу 6 генераторних установок Wartsila W20V32GD потужністю по 8,9 МВт.
Газові турбіни працюють на природному газі, який надходить по трубопроводу Ашугандж – Бхерамара. При цьому генераторні установки з двигунами внутрішнього згоряння споживають нафтопродукти.
Видача продукції відбувається по ЛЕП, розрахованим на роботу під напругою 230 кВ та 132 кВ.
Можливо відзначити, що в Багхабарі також знаходиться ТЕС приватної компанії Paramount, а раніше також працювала електростанція, змонтована на баржах Bijoyer Aalo I/II.